# Fara, Burkina Faso
Fara là một tổng thuộc  tỉnh Balé ở phía nam Burkina Faso. Thủ phủ là thị xã Fara. Theo điều tra dân số năm 1996, tổng này có dân số 35.120 người.

## Các thị xã và làng xã
Các thị xã và làng xã và dân số các tổng như sau:

- Fara	(9 259 dân) (thủ phủ)
- Bilatio	(224 dân)
- Bouzourou	(964 dân)
- Daho	(647 dân)
- Dakayes	(718 dân)
- Diansi	(182 dân)
- Fitien	(511 dân)
- Kabourou	(2 674 dân)
- Kapa	(246 dân)
- Karaba	(1 126 dân)
- Konzena	(320 dân)
- Koumbia	(823 dân)
- Laro	(2 819 dân)
- Nabou-nouni	(1 897 dân)
- Nabou-peulh	(712 dân)
- Nanano	(1 870 dân)
- Naouya	(1 343 dân)
- Nasma	(152 dân)
- Nasséné	(791 dân)
- Pomain	(1 469 dân)
- Sadon-bobo	(1 075 dân)
- Tialla	(667 dân)
- Ton	(2 095 dân)
- Toné	(2 536 dân)